# Perfekte Welle
Perfekte Welle ist die Debütsingle der deutschsprachigen Pop-Rock-Band Juli aus Gießen und stellt bis heute ihre kommerziell erfolgreichste Singleveröffentlichung dar. Die Single wurde am 28. Juni 2004 veröffentlicht, etwa drei Monate vor ihrem Debütalbum Es ist Juli.

## Entstehung
2001 hatte sich die Band, die zuvor unter dem Namen Sunnyglade in englischer Sprache getextet hatte, für einen Neuanfang als Juli mit deutschen Texten entschieden. Viele Titel wie November, Warum oder Anders, die später auf dem ersten Album erschienen, wurden bereits zu dieser Zeit geschrieben. Perfekte Welle entstand hingegen erst kurz vor den ersten Aufnahmen der Band, nachdem sie im August 2003 ihren Plattenvertrag bei Universal Music unterzeichnet hatte, und wurde zu dieser Zeit eher als Nebenprodukt angesehen. Das Lied ist eines der wenigen der Band, bei denen ihr Bassist Andreas „Dedi“ Herde als Mitverfasser genannt wird. Wie die meisten Songs des Albums wurde Perfekte Welle unter der Regie von Musikproduzent Olaf Opal im Mohrmann Studio in Bochum aufgenommen, wo sich die Band von November 2003 bis Januar 2004 aufhielt.

## Veröffentlichung und Chartplatzierungen
Als vor Veröffentlichung des Albums eine erste Single ausgewählt werden sollte, lehnte der für Juli zuständige A&R-Verantwortliche das Lied nach den Erinnerungen der Band zunächst ab:

„Unser damaliger A&R nahm die heißesten Anwärter mit ins Single Meeting. Allerdings wollte er Perfekte Welle nicht mitnehmen, weil er den Text nicht verstehen würde. Unsere Managerin war auf 180 und Simon hat ihm binnen weniger Stunden wie in der Schule eine 1A-Textanalyse zukommen lassen. Simons Deutschlehrerin wäre stolz gewesen. Er ließ sich dann doch noch dazu überreden es mit ins Meeting zu nehmen, was sich als gute Entscheidung herausstellen sollte.“

Im März 2004 wurde Perfekte Welle zum ersten Mal auf dem Radiosender hr3 gespielt. Die Veröffentlichung der Single folgte am 28. Juni 2004. Nach der Singleveröffentlichung debütierte die Band in den offiziellen deutschen Verkaufscharts auf Platz 38. Nachdem sich das Lied zunächst einige Wochen in diesem Bereich der Charts hielt, wurde es ab Spätsommer 2004 zum Charthit, der seine Platzierung stetig steigern konnte. Am 30. August wurden die Top 20 und am 20. September die Top 10 erreicht, in denen es sich bis Anfang Januar 2005 halten konnte. Die höchste Platzierung hatte es in den Charts vom 25. Oktober und 8. November inne, in denen es jeweils Platz 2 erreichte. Wegen des unerwarteten Erfolges wurde sogar die Veröffentlichung der Nachfolgesingle Geile Zeit verschoben. Nach mehr als sieben Monaten erreichte es am 28. Februar 2005 seine letzte Chartplatzierung.
| ChartsChartplatzierungen | Höchstplatzierung | Wochen |
| ------------------------ | ----------------- | ------ |
| Deutschland (GfK)        | 2 (34 Wo.)        | 34     |
| Österreich (Ö3)          | 2 (29 Wo.)        | 29     |
| Schweiz (IFPI)           | 18 (19 Wo.)       | 19     |

Nach dem Erdbeben im Indischen Ozean, das am 26. Dezember 2004 mehrere Tsunamis mit hunderttausenden Toten auslöste, wurde Perfekte Welle wegen der im Titel besungenen „Welle“ von vielen Radiosendern und Fernsehsendern vorübergehend aus der Rotation genommen. Neben Perfekte Welle wurden auch Titel wie Die Flut von Witt/Heppner oder auch Land unter von Herbert Grönemeyer vorübergehend aus dem Programm genommen. Der SWR3-Sprecher Frank Bischoff erklärte beispielsweise, dass es nicht passen würde, wenn solche Titel jetzt gespielt würden. Die Band äußerte „Verständnis dafür, dass der Song nicht mehr im Radio gespielt wird“.

## Musikvideo
Das Musikvideo zu Perfekte Welle wurde unter der Regie von Hans Hammers in Sankt Peter-Ording gedreht. Kameramann war Ben Wolf, der die Band zuvor bereits als Fotograf bei ihrem ersten Fotoshooting für Album und Single aufgenommen hatte. Das Video zeigt die Band bei Aktivitäten am Nordseestrand und in der Umgebung. Die Dreharbeiten fanden innerhalb von 14 Stunden am 14. April 2004 statt.

## Mitwirkende
| - Eva Briegel: Gesang - Andreas „Dedi“ Herde: Bass - Jonas Pfetzing: Gitarre - Simon Triebel: Gitarre - Marcel Römer: Schlagzeug - Dave Anderson: Keyboard - Olaf Opal: Produktion - Oli Zülch: Engineering - Kai Blankenberg, Skyline Studios Düsseldorf: Mastering - Ben Wolf: Fotos | - Universal Music Domestic: Musiklabel - Island Records: Musiklabel - EMI Music Publishing: Musikverlag - Mohrmann-Studio Bochum: Tonstudio |

## Rezeption
Perfekte Welle war Teil eines Booms junger deutschsprachiger Bands, die sich Mitte der 2000er Jahre hoch in den Verkaufscharts etablieren konnten; neben Juli gehörten dazu etwa Silbermond oder Wir sind Helden. Der Titel des Liedes verleitete dabei zu Assoziationen mit der Neuen Deutschen Welle; so betitelte etwa die Süddeutsche Zeitung am 24. Dezember 2004 einen Artikel „Neue deutsche perfekte Welle“. Von November 2004 bis Mai 2006 brachte Universal Music vier Sampler mit aktueller deutschsprachiger Popmusik unter dem Reihentitel Perfekte Welle – Musik von hier heraus; auf allen vier Ausgaben war Juli vertreten.

## Coverversionen und Parodien
- Der belgische Mädchenchor Scala & Kolacny Brothers veröffentlichte das Lied auf seinem ersten deutschsprachigen Album Grenzenlos (VÖ: 10. Oktober 2005).
- Die südafrikanische Girlgroup Shine4 veröffentlichte das Lied auf Afrikaans mit dem Titel Perfekte Wêreld auf dem gleichnamigen Album.
- Die polnische Band Ich Troje veröffentlichte eine polnischsprachige Version des Liedes unter dem Titel Perfekcyjna miłość auf ihrem Album 7 grzechów głównych (VÖ: 18. Dezember 2006).
- Die Dresdner A-cappella-Gruppe medlz veröffentlichte das Lied auf ihrem Album Unsere Zeit (VÖ: 19. November 2010).
- Die Quietschboys parodierten das Lied als Die perfekte Blähung auf ihrem Album Sossenheim (VÖ: 2005).
- Die NDR-Satiresendung extra 3 sendete in ihrer Ausgabe vom 8. Januar 2009 eine auf den damaligen FDP-Vorsitzenden gemünzte Parodie Das ist Guido Westerwelle.
- 2020 wurde das Lied von dem deutschen DJ-Duo Max + Johann gecovert.
- In der elften Staffel von Sing meinen Song – Das Tauschkonzert, an der Eva Briegel teilnahm, wurde das Lied im Jahr 2024 von Johannes Oerding interpretiert.[15]
- Die österreichische Musikerin Verifiziert veröffentlichte als Kollaboration mit Juli ebenfalls eine Version des Liedes (VÖ: 30. August 2024).